# Élisabeth Leduc
Marie Élisabeth Claire Leduc, marquise de Tourvoie, née le 28 mai 1721 à Paris, où elle est morte vers 1792, est une danseuse française de l'Académie royale de musique de Paris.

## Biographie
Fille d'un Suisse du Luxembourg de la porte d'Enfer, Élisabeth Leduc débuta dans la galanterie. Après s'être fait prier longtemps, elle quitta le président de Rieux pour suivre un Prince du sang, le comte de Clermont, Louis de Bourbon-Condé en 1741, poussée, dit-on, par l'ancienne maîtresse du comte, Marie-Anne de Camargo, qui ne supportait plus l'état d'esclavage où elle était.
Mariée secrètement en 1765, elle donna deux enfants non légitimés à son amant : un garçon, qui sera abbé de Vendôme[réf. nécessaire] (1766-1800), et une fille née en 1768. Un peu avant la mort du comte, qui survint en 1771, craignant d'être ennuyée par les héritiers légitimes du comte et les créanciers, elle prit les devants en vendant son domaine de Tourvoie — mais pas le titre — au docteur Dideron, et acheta une maison rue Popincourt, en face de l'ancien monastère des religieuses des Annonciades, où elle mourut en 1792 ou début 1793.